# 傅淑訓
傅淑训（1581年—1658年），字启昧，號咨伯，又號東潮，湖廣德安府孝感县小河镇（今湖北）人，民籍，明朝政治人物，進士出身。

## 生平
少年颖异，万历二十八年（1600年）中庚子科湖廣鄉試第五十名举人，次年联捷辛丑科會試第三十三名，未廷試，三十二年（1604年）登甲辰科二甲十五名进士。通政司觀政，万历三十二年（1604年）出任山东濮州知州。万历三十四年（1606年）调山西泽州，三十七年升工部屯田司员外郎，本年升都水司郎中，管徐淮中河，三十八年因父丧丁忧去职。守丧期满，四十年补工部虞衡司郎中，四十三年升平阳府知府。万历四十六年（1618年）冬，擢山西驿传道副使，次年改督学道。四十八年升陕西商雒道右参政，天啓二年养病。天啟三年（1623年）起江西徽安道右参政，四年（1624年）升四川按察使，本年六月召入为太仆寺少卿，因联姻杨涟受牵连，削籍。
崇祯二年（1629年）召起为南京太僕寺少卿，三年升顺天府府尹。崇祯五年（1632年）转通政使，迁户部左侍郎。崇祯八年（1635年）请终养。崇祯十年（1637年）再起督南北直隶及各省剿饷。官至户部尚书。崇禎十六年（1643年）削職。明亡后专心著述，卒于清顺治十五年（1658年）春。

## 著作
著有《白云山房集》，尤工书法。

## 家族
曾祖傅本。祖父傅理。父傅偉，選貢生。母李氏。具慶下。弟宏訓、若訓。娶談氏。